# Hỗ Tắc
Hỗ Tắc (tiếng Mãn: ᡥᡡᠰᡝ, Möllendorff: Hūse, Abkai: Hvse, chữ Hán: 祜塞, bính âm: Hùsè; 3 tháng 3 năm 1628 – 22 tháng 3 năm 1646), Ái Tân Giác La, là một Thân vương thời kỳ đầu nhà Thanh trong lịch sử Trung Quốc.

## Cuộc đời
Hỗ Tắc sinh vào giờ Thân, ngày 28 tháng giêng (âm lịch) năm Thiên Thông thứ 2 (1628), trong gia tộc Ái Tân Giác La. Ông là con trai thứ tám của Lễ Liệt Thân vương Đại Thiện, và là cháu nội của Thanh Thái Tổ Nỗ Nhĩ Cáp Xích. Mẹ ông là Tam kế Phúc tấn Nạp Lạt thị. Năm Thuận Trị thứ 2 (1645), ông được phong làm Trấn quốc công. Năm thứ 3 (1646), giờ Thìn ngày 6 tháng 2 (âm lịch), ông qua đời khi mới 19 tuổi. Con trai thứ hai là Tinh Tế thừa tập tước vị.
Năm thứ 10 (1653), vì trước đó con trai thứ ba của ông là Kiệt Thư được phong Quận vương mà ông cũng được triều đình truy phong làm Quận vương, thụy "Huệ Thuận". Năm thứ 16 (1659), anh trai của ông là Mãn Đạt Hải bị truy luận tội, tước thụy hiệu, hàng làm Bối lặc, tước vị Lễ Thân vương cũng chuyển từ con trai của Mãn Đạt Hải là Thường A Đại sang cho Kiệt Thư và đổi phong hiệu thành Khang Thân vương. Khang Hi nguyên niên (1662), tháng 3, ông được truy phong làm Huệ Thuận Thân vương.

## Tương quan
Các anh em của Hỗ Tắc như Khắc Cần Quận vương Nhạc Thác, Dĩnh Nghị Thân vương Tát Cáp Lân đều có chiến công trong những năm trước và sau khi nhà Thanh nhập quan, chỉ có bản thân Hỗ Tắc vì nhỏ tuổi mà chưa từng tham gia chiến sự, nhưng tương truyền ông có trời sinh có sức mạnh hơn người, ít ai địch lại. Trong những năm Thuận Trị, sứ giả của Khách Nhĩ Khách đến Kinh thành, muốn so tài đấu vật với các đại thần thân cận của Hoàng đế, và không ai trong triều có thể đánh bại ông ta. Sau khi nghe tin, Hỗ Tắc đã đề xuất với cha mình là Đại Thiện, cải trang thành Thị vệ lẫn vào trong, cuối cùng đánh bại sứ giả Khách Nhĩ Khách. Thuận Trị Đế cực kì vui mừng, ban thưởng cho ông rất hậu hĩnh, lúc bấy giờ Hỗ Tắc mới qua tuổi nhược quán. Sau đó, ông nói với mọi người: "Thế giới thật cô đơn và rắc rối, không hạnh phúc như thiên đàng". Đại Thiện cảm thấy đây là điềm xấu, không quá một năm, Hỗ Tắc liền qua đời.

## Gia quyến

### Thê thiếp
- Đích Phúc tấn: Bác Nhĩ Tế Cát Đặc thị (博爾濟吉特氏), con gái của Khoa Nhĩ Thấm Thai cát Tang A Nhĩ Tắc (桑阿尔塞)
- Dắng thiếp: Tha Tháp Lạt thị (他塔喇氏), con gái của Hoài Đáp Khố (淮塔库).

### Con trai
1. A Lâm (阿林, 1644 - 1659), mẹ là Tha Tháp Lạt thị. Có một con trai.
2. Tinh Tế (精濟, 1644 - 1649), mẹ là Bác Nhĩ Tế Cát Đặc thị. Năm 1646 tập tước Trấn quốc công, sau thăng làm "Đa La Quận vương", qua đời được ban thụy "Hoài Mẫn" (懷愍).
3. Kiệt Thư (杰書; 1646 - 1697), mẹ là Bác Nhĩ Tế Cát Đặc thị. Được phong làm "Hòa Thạc Khang Thân vương" tức Lễ Thân vương đời thứ 4. Sau khi qua đời được ban thụy "Lương" (良).